# Golfet del Falaguer
Golfet del Falaguer és una petita badia a la costa del Massís del Montgrí entre el Cap d'Oltrera, al nord, i Punta de les Salines, al sud. Si no es té en compte la part del Còrrec, està format per espadats d'entre vuitanta i noranta metres de caiguda pràcticament perpendicular. Al nord i protegida de la tramuntana pel Cap d'Oltrera hi ha la Cala Falaguer, d'accés exclusivament marítim, i centrada al Golfet hi ha el port del Falaguer a la desembocadura del Còrrec del Falaguer que davalla de l'Alt de la Pedrosa. Poc més al sud hi ha el Catifoll una petita punta seguit de l'Illa de Dui un penyal de poc més de cent metres quadrats.